# آبشار وینمونت ایست
آبشار وینمونت ایست (به انگلیسی: Vinemount East Falls) آبشاری است که در همیلتون (انتاریو)، کانادا واقع شده و ارتفاع کلی ریزشگاه آن ۴ متر (۱۳ فوت) است.